# Macrotrachela crucicornis
Macrotrachela crucicornis är en hjuldjursart som först beskrevs av Murray 1905.  Macrotrachela crucicornis ingår i släktet Macrotrachela och familjen Philodinidae. Arten är reproducerande i Sverige. Inga underarter finns listade i Catalogue of Life.